# Rudolf Jaeckel
Rudolf Jaeckel (* 14. Dezember 1907 in Elberfeld; † 17. Januar 1963 in Bonn) war ein deutscher Physiker, der sich mit Vakuumtechnik befasste.
Er war der Sohn des Chemikers Bernhard Jaeckel (1879–1961) und von Thekla Saenger. Jaeckel studierte nach dem Abitur an der Staatsrealschule in Aussig an der Elbe. Er absolvierte ein Praktikum bei Felten & Guilleaume in Köln-Mülheim und studierte ab 1927 Elektrotechnik an der Technischen Hochschule Hannover. Bald darauf wechselte er zur Physik an der TH Berlin, an der er 1932 sein Diplom bei Gustav Hertz ablegte. Aufgrund seiner mit den Nationalsozialisten nicht konformen politischen Einstellung musste er die Universität verlassen und wurde 1933 Assistent von Lise Meitner am Kaiser-Wilhelm-Institut für Chemie in Berlin-Dahlem. Dort bestimmte er Resonanzniveaus bei Kernreaktionen mit Neutronen und wurde 1934 bei Lise Meitner promoviert. Ende der 1930er Jahre wurde er wissenschaftlicher Mitarbeiter von Wolfgang Gaede bei der Firma Leybold in Köln-Bayenthal, wo er sich mit Vakuumtechnik befasste und später Laborleiter wurde. 1947 habilitierte er sich in Bonn (Zur Theorie der Diffusionspumpe), wurde 1955 planmäßiger außerordentlicher Professor und 1962 ordentlicher Professor für Angewandte Physik an der Universität Bonn.
Neben Vakuumtechnik und -physik entwickelte er die Technik gekreuzter Molekularstrahlen zur Untersuchung von Stößen neutraler Atome und Moleküle.
Er war mit Barbara Fuchs (* 1909) verheiratet, einer promovierten Physikerin und Tochter des Mathematikers Richard Fuchs. Sein Sohn Klaus (1942–1996) war ebenfalls Physiker.
Die Deutsche Vakuumgesellschaft vergibt ihm zu Ehren einen Rudolf-Jaeckel-Preis.

## Schriften
- Vakuumtechnik und Molekulardestillation, in: Fortschritte der Verfahrenstechnik, 1953, 1955, 1957, 1959
- Allgemeine Vakuumsphysik, in: Handbuch der Physik, Band 12, 1950
- mit H. Schwarz, E. Schüller: Kleinste Drucke, ihre Messung und Erzeugung, Springer Verlag 1950
- mit Kurt Diels: Leybolds Vakuum-Taschenbuch, 1958, 2. Auflage 1962 (englische Ausgabe Pergamon Press 1966)

Seine Arbeiten über Neutronenresonanzen erschienen in der Zeitschrift für Physik, Band 91, 1934 (Versuche mit Neutronen aus Aluminium und Beryllium, S. 493–510), Band 96, 1935, Band 104 und 107, 1937, Band 110, 1938